# Apetlon
Apetlon est une commune d'Autriche, dans le Burgenland. Elle fait partie du district de Neusiedl am See.